# Natale Attanasio
Pour les articles homonymes, voir Attanasio.

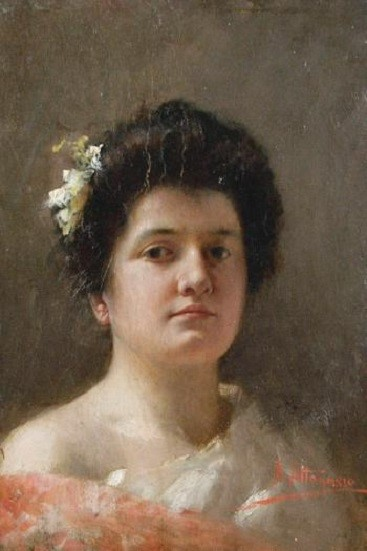
Portrait d'une jeune femme.

Natale Attanasio, né le 24 décembre 1845 à Catane et mort en 1923 à Rome, est un peintre, scénographe et illustrateur italien.

## Biographie
Natale Attanasio naît le 24 décembre 1845 à Catane. Il étudie à l'Académie des beaux-arts de Naples, où il est l'élève de Domenico Morelli.
Il devient célèbre en tant que réalisateur d'œuvres à thèmes historiques et de genre, mais aussi en tant que portraitiste.
Il participe à diverses expositions napolitaines organisées par la Promotrice et ses tableaux comprennent : Pensiero Dominante (1876) ; Richesse et misère, Gulnava et Lacrime e delitti (1877, Exposition nationale de Naples).
En 1882, il s'installe à Rome.
En 1884, à l'exposition de Turin, il présente ce qui est considéré comme son œuvre la plus célèbre, Sunt lacrimae rerum (également connue sous le nom de Le pazze), avec laquelle il remporte le premier prix. L'œuvre est ensuite achetée par la Galerie d'Art Moderne. Apportée à l'Exposition nationale de Palerme (1891), elle fait aujourd'hui partie des collections du Musée civique de Catane au château d'Ursino.
Une autre œuvre Bernardo Palissy (Bernard Palissy) a été  acquise par le Humbert Ier pour la Galerie d'art moderne de Palerme.
Dans sa ville natale, il travaille sur des commandes pour la décoration de la redoute du Théâtre Massimo Bellini et de l'abside de l'église del Carmine. À Palerme, il décore le palais du prince Montevago et à Rome la salle de lecture du Sénat.
De 1886 à 1889, il enseigne à l'École des Arts et Métiers de Catane.
Il meurt en 1923 à Rome.

## Œuvres
Au Musée Civique du Château Ursino (Catane) :
- Le Tasse et le Cardinal d'Este, huile sur toile, don de Maria Brizzi De Federicis, 1967.
- Sunt Lacrima Rerum, dont il existe également un croquis
- Femmes dans les champs
- Les Tentations de saint Jérôme
- Portrait du fils
- Portrait de Calcédoine Reina
- Portrait d'une femme